# Dietrich von Choltitz
General der Infanterie Dietrich von Choltitz n. 9 noiembrie 1894, Łąka Prudnicka⁠(d), Gmina Prudnik⁠(d), Voievodatul Opole, Polonia – d. 5 noiembrie 1966, Baden-Baden, Republica Federală Germania, Germania) a fost un ofițer german, guvernator militar nazist al Parisului în timpul celui de-al doilea război mondial. În ultimele zile ale ocupației germane a capitalei franceze, el nu a executat ordinul lui Adolf Hitler pentru distrugerea Parisului. 

## Carieră militară
În timpul primului război mondial, von Choltitz a luptat pe frontul de vest cu gradul de locotenent. A rămas în cadrul Reichswehrului în timpul Republicii de la Weimar, fiind înaintat la gradul de căpitan de cavalerie în 1929. A devenit mai apoi comandant al batalionului al 3-lea al „Luftlande-Infanterieregiment 16” cu gradul de maior, pentru ca din 1938 să fie avansat la gradul de locotenent-colonel. 
În timpul celui de-al doilea război mondial, batalionul lui  von Choltitz a luptat pentru ocuparea Rotterdam în 1940 printr-o acțiune aeropurtată. Succesul acestei operațiuni i-a adus lui von Choltitz ordinul Crucea de Cavaler a Crucii de Fier. În septembrie 1940, el a devenit comandantul unui regiment. În 1941 a fost avansat la gradul de colonel. În timpul luptelor de pe frontul de răsărit, regimentul lui von Choltitz a participat la asediul Sevastopolului în iunie 1942. În același an, von Choltitz a fost avansat la gradul de general-maior, iar în 1943 la gradul de general-locotenent. Printre posturile de conducere ocupate s-au numărat cele de adjunct al comandantului Diviziei a 260-a de infanterie și de comandant al Corpului al 48-lea Panzer. Din martie 1944, el a luptat pe frontul din Italia, iar din iunie 1944 pe frontul de vest. După eliberarea Parisului de către luptătorii rezistenței franceze și ai Franței Libere, el a fost o perioadă prizonier de război în Anglia. 

## Guvernator al Parisului
Pe 1 august 1944, von Choltitz a fost avansat la gradul de general de infanterie, iar pe 7 august a devenit guvernator militar al Parisului. El a sosit la Paris pe 9 august. În următoarele 16 zile, el nu a executat mai multe ordine explicite ale lui Hitler, care îi cerea să distrugă orașul. Ordinul Führerului din 23 august era clar: „Orașul nu trebuie să cadă în mâinile inamicului decât ruinat complet”. Se povestește că Hitler a telefonat generalului țipând: „Brennt Paris?” („Arde Parisul?”)
Von Choltitz a reușit ca, printr-un amestec de lupte directe cu insurgenții parizieni, negocieri cu reprezentanții rezistenței și măsuri de forță, să-și salveze forțele principale de la pieire și să cruțe Parisul de la distrugere. În fruntea celor 17.000 de oameni de sub comanda sa, von Choltitz a capitulat în fața generalului francez Philippe Leclerc și a liderului rezistenței Henri Rol-Tanguy pe 25 august 1944. Generalul von Choltitz este considerat de unii istorici, în special germani, ca „salvator al Parisului” ", părere care nu este însă împărtășită și de cei mai mulți francezi.
În 1947 Dietrich von Choltitz a fost eliberat din prizonierat. A murit în noiembrie 1966 în orașul Baden-Baden.  A fost îngropat în cimitirul orașului Baden-Baden, în prezența mai multor ofițeri superiori francezi. În Baden-Baden se afla cartierul general al trupelor franceze din Germania.

## Decorații
- Ordinul „Steaua României” cu spade în gradul de Comandor, cu panglica de „Virtutea Militară” (25 noiembrie 1941) „pentru curajul și spiritul de sacrificiu de care au dat dovadă în luptele contra bolșevicilor, în colaborare cu trupele române”[11]

## Legături externe
- "History net" articol despre  von Choltitz și luptele din Paris din 1944 de Kelly Bell.
- Historic.de – biografie și fotografii
- Dietrich von Choltitz
- Cine a salvat Parisul? Arhivat în 12 iulie 2012, la Wayback Machine., 29 martie 2012, Paul Ioan, Revista Magazin